# Djurgårdens IF Fotbollsförening
Djurgårdens IF Fotbollsförening ist ein schwedischer Fußballverein, der Mitglied des Allianzvereins Djurgårdens IF (Djurgårdens Idrottsförening) ist, einem der erfolgreichsten schwedischen Sportvereine. Djurgårdens Idrottsförening, normalerweise DIF abgekürzt, wurde am 12. März 1891 in Stockholm gegründet. Nach ökonomischen Problemen des Klubs seit spätestens Mitte der 1980er Jahre wandelte sich der Verein 1991 in einen Allianzverein um, die vormaligen Abteilungen wurden eigenständige Vereine.
Grund für die Gründung war ein Gymnastik- und Athletikwettkampf, an dem man nur als Angehöriger eines Vereins teilnehmen durfte. Besonders erfolgreich ist der Verein im Fußball und im Eishockey. Weitere Sektionen des Vereins sind alpiner Slalom, American Football, Bandy, Behindertenfußball, Bowling, Boxen, Frauenfußball, Golf, Handball, Radsport, Ringen, Tischtennis und Unihockey.

## Geschichte

### Anfangsjahre
Zwar bestand Djurgårdens IF bereits seit 1891, eine Fußballmannschaft entstand im Verein jedoch erst 1899. Diese wurde von Teodor Andersson gegründet, der aus Göteborg, wo er bei GAIS aktiv gewesen war, nach Stockholm gekommen war. Die neu gegründete Mannschaft konnte sich schnell unter den schwedischen Spitzenmannschaften etablieren. 1900 und 1901 wurde jeweils das Halbfinale des Rosenska Pokalen erreicht, ehe die Mannschaft 1902 das Finale des Wettbewerbs erreichte, das allerdings gegen Gefle IF verloren ging. Am 6. Mai desselben Jahres gehörte DIF zu den Gründungsmitgliedern des Svenska Bollspelsförbundet, einem Vorläufer des Svenska Fotbollförbundet.
1904 erreichte Djurgårdens IF erstmals das Endspiel um die Svenska Mästerskapet, die seinerzeit noch im Pokalmodus ausgetragen wurde. Dort musste sich die Mannschaft jedoch mit 1:2 dem Seriensieger Örgryte IS geschlagen geben, der im neunten Wettbewerb die sechste Meisterschaft erringen konnte. Auch bei den weiteren Endspielen 1906, 1909 und 1910 zog die Mannschaft aus Stockholm jeweils gegenüber Göteborger Vereinen den Kürzeren – zweimal unterlag man ÖIS, einmal IFK Göteborg. 1907 gewann der Klub erstmals den Wicanderska Välgörenhetsskölden, quasi die Meisterschaft Stockholms. Mit dem in der Nähe beheimateten AIK bildete sich in den folgenden Jahren eine Rivalität.

### Erste Erfolge (1912–1924)
Nachdem Djurgårdens IF bereits viermal beim Meisterschaftsendspiel als Verlierer den Platz verlassen hatte, zog die Mannschaft 1912 erneut ins Finale ein. Vor 7.000 Zuschauern trat man am 13. Oktober im neugebauten Stockholmer Olympiastadion gegen Örgryte IS an. Da das Spiel 0:0 unentschieden endete, kam es am 10. November im Göteborger Valhalla IP zum Rückspiel. Nachdem beide Mannschaften jeweils zwei Tore erzielen konnten, stand das Spiel jedoch nach 90 Spielminuten ebenso unentschieden. Einer Verlängerung verweigerten sich die Stockholmer Spieler, kehrten unter den Buhrufen des Publikums in die Umkleidekabinen zurück und reisten heim. Daraufhin ernannte der Schiedsrichter ÖIS zum schwedischen Meister, DIF protestierte jedoch, da das Spiel nicht, wie vom Regelwerk vorgeschrieben, auf einem neutralen Platz stattgefunden habe. Nach einer Abstimmung innerhalb des Verbandes kam es zu einer dritten Finalansetzung, die in Råsunda stattfand. Obwohl die Göteborger offensiv begannen, gelangen DIF mehr Tore und mit einem 3:1-Erfolg wurde der erste schwedische Meistertitel gewonnen. Im Folgejahr ging die Revanche im Endspiel mit 2:3 verloren.
1915 zog Djurgårdens IF zum siebten Mal in das Finale der Meisterschaft ein und erneut hieß der Gegner Örgryte IS. Vor 10.000 Zuschauern wurde die Göteborger Mannschaft mit 4:1 deklassiert und zum zweiten Mal der Von-Rosens-Pokal geholt. Die Titelverteidigung misslang: Zwar wurde erneut das Endspiel erreicht, Erzrivale AIK konnte sich jedoch mit einem 3:1-Erfolg durchsetzen. Allerdings gelang 1917 der Mannschaft um Karl Gustafsson die Revanche, als DIF zum dritten Mal in Folge das Finale erreichte. Das Ergebnis hieß erneut 3:1, jedoch dieses Mal zu Gunsten von DIF.
Nach einer Finalniederlage 1919 gegen GAIS, das Spiel endete mit einer 1:4-Niederlage, schaffte Djurgårdens IF 1920 abermals den Einzug ins Endspiel. Die mit schwedischen Nationalspielern wie Gustafsson, Sten Söderberg oder Ragnar Wicksell gespickte Mannschaft holte mit einem 1:0-Sieg über IK Sleipner den vierten Meistertitel.

### Zwischen erster und dritter Liga (1924–1945)
| Saison  | Platz | Liga              |
| ------- | ----- | ----------------- |
| 1924/25 | 3/11  | Div 2 Östsvenska  |
| 1925/26 | 3/11  | Div 2 Östsvenska  |
| 1926/27 | 1/10  | Div 2 Östsvenska  |
| 1927/28 | 11/12 | Allsvenskan       |
| 1928/29 | 9/10  | Div 2 Östsvenskan |
| 1929/30 | 1/12  | Div 3 Östsvenska  |
| 1930/31 | 1/11  | Div 3 Östsvenskan |
| 1931/32 | 1/10  | Div 3 Östsvenskan |
| 1932/33 | 3/10  | Div 2 Östra       |
| 1933/34 | 2/10  | Div 2 Östra       |
| 1934/35 | 4/10  | Div 2 Östra       |
| 1935/36 | 1/10  | Div 2 Östra       |
| 1936/37 | 11/12 | Allsvenskan       |
| 1937/38 | 2/10  | Div 2 Norra       |
| 1938/39 | 3/10  | Div 2 Norra       |
| 1939/40 | 2/10  | Div 2 Norra       |
| 1940/41 | 2/10  | Div 2 Norra       |
| 1941/42 | 5/10  | Div 2 Norra       |
| 1942/43 | 6/10  | Div 2 Norra       |
| 1943/44 | 3/10  | Div 2 Norra       |
| 1944/45 | 1/10  | Div 2 Norra       |

Die erste Hochzeit von Djurgårdens IF war nach dem Gewinn des vierten Meistertitels beendet. Der Klub konnte zunächst nicht mehr an die Erfolge anknüpfen. 1924 verpasste die Mannschaft sogar die Qualifikation für die neu geschaffene Allsvenskan und musste zunächst nur zweitklassig antreten. Dabei hatte der Verein mit dem Schotten John Smith Maconnachie 1922 erstmals einen hauptamtlichen Trainer verpflichtet.
In der Division 2 Östsvenska spielte Djurgårdens IF auf Anhieb um den Aufstieg mit, hatte aber in Westermalms IF und Sundbybergs IK starke Konkurrenten, die DIF in den ersten beiden Jahren auf den dritten Rang verwiesen. Erst im dritten Jahr gelang der Staffelsieg und in den anschließenden Aufstiegsspielen wurde IK City nach einem 2:1-Auswärtserfolg auch im Heimspiel mit 1:0 besiegt. Damit spielte der Verein erstmals in der schwedischen Eliteserie.
Die Spielzeit 1927/28 verlief jedoch für den Aufsteiger glücklos. Vier Saisonsiege und sechs Unentschieden bedeuteten am Ende 14 Punkte – vier weniger als IFK Eskilstuna auf dem letzten Nichtabstiegsplatz aufwies. Damit musste der Klub nach nur einer Spielzeit den direkten Wiederabstieg in die Zweitklassigkeit hinnehmen. Aber auch in der Division 2 konnte die Mannschaft nicht Fuß fassen und musste mit wiederum nur 14 Pluspunkten den Durchmarsch in die drittklassige Division 3 antreten, wohin man vom Ortsrivalen IFK Stockholm begleitet wurde. Mit dem Absturz einhergehend verringerte sich das Interesse für Fußball beim Klub, Boxen und Eishockey wurden der neue Stolz des Klubs.
Drei Jahre verbrachte Djurgårdens IF in der Division 3 Östsvenska. Zwar wurde die Mannschaft jeweils Staffelsieger, zunächst scheiterte die Mannschaft jedoch in den Aufstiegsspielen an IK Brage bzw. Skärgårdens IF. Erst als 1932 die zweite Liga aufgestockt wurde und daher keine Aufstiegsspiele notwendig waren, gelang die Rückkehr in die Zweitklassigkeit. Auf Anhieb etablierte sich der Klub im vorderen Bereich der Tabelle und bereits 1934 wurde man Vizemeister hinter IK Sleipner. Zwei Jahre später gelang unter dem neuen Trainer Einar Svensson der Staffelsieg und damit die Qualifikation für die Aufstiegsspiele, wo der Klub auf Hallstahammars SK traf. Nach einer 0:3-Niederlage im ersten Spiel gelang ein 3:0-Erfolg im Rückspiel. Im notwendig gewordenen Entscheidungsspiel setzte sich DIF mit einem 2:1-Sieg durch und schaffte damit die Rückkehr in die Allsvenskan. Aber auch die zweite Spielzeit im schwedischen Oberhaus wurde auf einem Abstiegsplatz beendet.
In der Division 2 spielte die Mannschaft von Djurgårdens IF direkt um den Wiederaufstieg mit. Es gelangen mehrere zweite und dritte Plätze in der zweiten Liga, der Staffelsieg und damit die Qualifikation für die Aufstiegsspiele wurde teilweise nur sehr knapp verpasst. Erst in der Spielzeit 1944/45 wurde der erste Tabellenrang belegt und anschließend setzte sich der Klub in den Aufstiegsspielen gegen Åtvidabergs FF durch und stieg zum dritten Mal in die Allsvenskan auf.

### Etablierung in der Erstklassigkeit (1945–1954)
| Saison  | Platz | Liga            |
| ------- | ----- | --------------- |
| 1945/46 | 10/12 | Allsvenskan     |
| 1946/47 | 9/12  | Allsvenskan     |
| 1947/48 | 11/12 | Allsvenskan     |
| 1948/49 | 1/10  | Div 2 Nordöstra |
| 1949/50 | 8/12  | Allsvenskan     |
| 1950/51 | 6/12  | Allsvenskan     |
| 1951/52 | 7/12  | Allsvenskan     |
| 1952/53 | 3/12  | Allsvenskan     |
| 1953/54 | 6/12  | Allsvenskan     |

Als Aufsteiger spielte Djurgårdens IF gegen den sofortigen Wiederabstieg. Dabei kassierte der Klub mit einer 1:11-Niederlage gegen IFK Norrköping am 14. Oktober 1945 die bisher höchste Niederlage der Vereinsgeschichte. Dennoch konnte mit einem Punkt Vorsprung auf Mitaufsteiger Jönköpings Södra IF die Klasse gehalten werden. Auch in der Zuschauerzahl wurde ein Rekord aufgestellt: 22.108 Anhänger verfolgten das Spiel gegen den Lokalrivalen AIK – die höchste Zuschauerzahl im Olympiastadion. In den beiden folgenden Jahren spielte die Mannschaft ebenfalls gegen den Abstieg. Nachdem dieser zunächst noch abgewendet werden konnte, belegte DIF 1948 erneut nur einen Abstiegsplatz und stieg abermals in die Division 2 ab.
Der Mannschaft von Djurgårdens IF gelang jedoch direkt der Staffelsieg und damit der direkte Wiederaufstieg in die Allsvenskan. Als Tabellenachter schaffte sie den Klassenerhalt. In den beiden folgenden Jahren belegte die Mannschaft um Arne Arvidsson, Sigge Parling und Gösta Sandberg ebenso Plätze im hinteren Mittelfeld. 1951 stand man zudem knapp vor dem ersten Titelgewinn seit der Meisterschaft 1920, als das Finale im Svenska Cupen erreicht wurde. Im Råsundastadion in Solna unterlag die Mannschaft jedoch vor 20.267 Zuschauern dem Ligakonkurrenten Malmö FF mit 1:2. 1953 in der Liga konnte erstmals ein Platz im vorderen Bereich belegt werden, der Verein beendete die Spielzeit als Tabellendritter.

### Zurück in der Erfolgsspur (1955–1971)
| Saison  | Platz | Liga           |
| ------- | ----- | -------------- |
| 1954/55 | 1/12  | Allsvenskan    |
| 1955/56 | 3/12  | Allsvenskan    |
| 1956/57 | 5/12  | Allsvenskan    |
| 1957/58 | 3/12  | Allsvenskan    |
| 1959    | 1/12  | Allsvenskan    |
| 1960    | 11/12 | Allsvenskan    |
| 1961    | 1/12  | Div 2 Svealand |
| 1962    | 2/12  | Allsvenskan    |
| 1963    | 6/12  | Allsvenskan    |
| 1964    | 1/12  | Allsvenskan    |
| 1965    | 8/12  | Allsvenskan    |
| 1966    | 1/12  | Allsvenskan    |
| 1967    | 2/12  | Allsvenskan    |
| 1968    | 4/12  | Allsvenskan    |
| 1969    | 3/12  | Allsvenskan    |
| 1970    | 3/12  | Allsvenskan    |
| 1971    | 4/12  | Allsvenskan    |

Nach 35-jähriger Durststrecke konnte in der Spielzeit 1954/55 der fünfte Meistertitel der Vereinsgeschichte gewonnen werden. Mit 33 Pluspunkten und damit vier Punkten Vorsprung auf Vizemeister Halmstads BK dominierte Djurgårdens IF die Liga. Den 1:0-Auswärtssieg bei AIK im Råsundastadion verfolgten dabei 40.458 Anhänger. Damit qualifizierte sich die Mannschaft für den erstmals ausgetragenen Europapokal der Landesmeister.
In der folgenden Spielzeit konnte die Mannschaft von Djurgårdens IF nur bedingt an den Erfolg anknüpfen. In einer durchwachsenen Spielzeit wurde einerseits Helsingborgs IF mit 5:0 besiegt, um nur kurze Zeit später mit 0:4 gegen Malmö FF zu verlieren, und so wurde der Klub mit acht Punkten Rückstand auf Meister IFK Norrköping nur Tabellendritter. Im Europapokal der Landesmeister 1955/56 gelang nach einem 0:0-Unentschieden im Hinspiel und einem 4:1-Erfolg bei Gwardia Warschau der Einzug ins Viertelfinale des Wettbewerbs. Dort traf die Mannschaft auf den schottischen Vertreter Hibernian Edinburgh. Da bereits Winter in Schweden war, wurde das Hinspiel – eigentlich Heimspiel für den Klub aus Schweden – kurzerhand ebenfalls in Schottland ausgetragen. Im Firhill Stadium, dem Stadion von Partick Thistle, verloren die Schweden mit 1:3 und da auch das Rückspiel mit 0:1 verloren ging, war der Ausflug nach Europa nach vier Spielen bereits wieder beendet.
Nach einem fünften Platz 1957 und einem dritten Rang 1958 stand die Mannschaft 1959 wieder oben auf dem Treppchen und feierte seinen sechsten Meistertitel. Dieser war hart erkämpft, da vor dem letzten Spieltag neben Djurgården IF noch IFK Göteborg und IFK Norrköping Chancen auf den Titel hatten und es zum direkten Duell zwischen DIF und den Göteborgern, die auf dem ersten Tabellenplatz standen, kam. Zwar gewann IFK Norrköping sein Spiel mit Malmö FF deutlich mit 4:0, DIF setzte sich jedoch per Elfmeter mit einem 1:0-Erfolg gegen den direkten Konkurrenten durch. Besonders stachen dabei Hans Mild, Sven „Tumba“ Johansson und Gösta Sandberg heraus, die neben dem Fußballtitel im selben Jahr auch noch den Titel mit der Eishockeymannschaft gewannen.
Dem Triumph folgte jedoch der jähe Absturz. In der Saison nach der Meisterschaft gelangen nur 18 Pluspunkte und wegen des um ein Tor schlechteren Torverhältnisses gegenüber Helsingborgs IF wurde die Spielzeit auf einem Abstiegsplatz beendet. In der Division 2 Svealand wurde allerdings in einem Kopf-an-Kopf-Rennen mit dem am Ende punktgleichen Lokalrivalen IFK Stockholm der direkte Wiederaufstieg perfekt gemacht.
Als Aufsteiger wusste Djurgården IF zu überraschen und stellte mit 51 geschossenen Toren den besten Sturm in der Liga. Auch mit 19 Gegentoren hatte man gleichauf mit IFK Norrköping den Spitzenwert, wurde jedoch hinter dem Klub aus Östergötland nur Vizemeister. Zwei Jahre später war der Meisterschaftskampf erneut hart umkämpft, Malmö FF hatte vor dem letzten Spieltag zwei Punkte Vorsprung auf DIF und Örgryte IS. MFF verlor sein Spiel jedoch mit 0:3 gegen IFK Norrköping und DIF führte bis zur Nachspielzeit mit 3:1 gegen IFK Göteborg – damit wären MFF und DIF punkt- und torgleich gewesen. In der Schlussminute wurde jedoch Leif Eriksson im Göteborger Strafraum gefoult, den fälligen Elfmeter verwandelte Bernt Andersson zum 4:1 und schoss seinen Klub damit zum siebten Meistertitel.
Im Europapokal der Landesmeister 1965/66 war bereits in der ersten Runde gegen Lewski Sofia Schluss: Nachdem im Hinspiel beim 2:1-Erfolg noch der erste Heimsieg im Europapokal gefeiert werden konnte, wurde die Mannschaft im Rückspiel mit 0:6 deklassiert. Auch in der Liga lief es schlecht und nach einem achten Platz stand ebenso die Spielzeit 1966 bereits vor Saisonbeginn für Djurgården IF unter einem schlechten Stern. Der Drittligist IK Sirius wollte unbedingt in die Allsvenskan und lockte daher zahlreiche Spieler aus der ersten Liga zu sich. Unter den verpflichteten Spielern gehörten auch fünf Stammspieler von DIF. Dennoch führte Trainer Torsten Lindberg den Klub zu seinem achten Meistertitel. Nach der Spielzeit wurde er dennoch abgelöst und durch den langjährigen Spieler Gösta Sandberg ersetzt. Unter dem neuen Trainer wurde die Titelverteidigung als Vizemeister verpasst. Im Europapokal verlor man erneut in der ersten Runde, Górnik Zabrze gewann beide Spiele. Auch in den folgenden Jahren spielte die Mannschaft in der Liga vorne mit, konnte aber nicht mehr in die Vergabe des Meistertitels eingreifen.

### Jahre im Mittelfeld (1972–1981)
| Saison | Platz | Liga        |
| ------ | ----- | ----------- |
| 1972   | 7/12  | Allsvenskan |
| 1973   | 3/14  | Allsvenskan |
| 1974   | 8/14  | Allsvenskan |
| 1975   | 3/14  | Allsvenskan |
| 1976   | 11/14 | Allsvenskan |
| 1977   | 10/14 | Allsvenskan |
| 1978   | 5/14  | Allsvenskan |
| 1979   | 10/14 | Allsvenskan |
| 1980   | 12/14 | Allsvenskan |
| 1981   | 14/14 | Allsvenskan |

Nachdem Djurgårdens IF fünf Jahre ohne Titel geblieben war, wurde 1972 Antonio Durán von Malmö FF nach Stockholm gelockt. Dieser hatte den MFF in den beiden Vorjahren jeweils zum Meistertitel geführt. Jedoch konnte er nicht an die Erfolge bei seinem Vorverein anknüpfen, die beste Platzierung bei seinem neuen Arbeitgeber war der dritte Platz in der Spielzeit 1973.
Nach drei Spielzeiten war Duráns Engagement bei DIF zu Ende und er wurde durch Bengt Persson ersetzt, der den Klub zwischen 1975 und 1978 betreute. In der ersten Spielzeit konnte er den Klub auf den dritten Tabellenplatz führen, ohne das jedoch die Chance bestand ins Meisterschaftsrennen einzugreifen. Außerdem erreichte der Klub zum zweiten Mal in seiner Vereinsgeschichte das Pokalendspiel, verlor jedoch abermals. Malmö FF konnte durch einen 1:0-Erfolg vor 6.913 Zuschauern den Titel gewinnen. Nach zwei Spielzeiten im hinteren Bereich der Tabelle konnte er den Verein auf den fünften Tabellenrang führen. Mit Tommy Berggren stellte der Klub zudem den Torschützenkönig der Allsvenskan. Trotz einiger Highlights wie dem 7:0-Sieg über Landskrona BoIS oder dem 4:0-Erfolg über den Erzrivalen AIK musste Persson nach vier Jahren den Klub verlassen.
Als Nachfolger wurde der Engländer Alan Ball präsentiert. Dieser kam jedoch nicht mit der Mannschaft zurecht und nach einer kurzen Bedenkzeit wurde Gösta Sandberg als Nachfolger präsentiert. Gegen Ende der Spielzeit wurde dieser zudem vom späteren schwedischen Nationaltrainer Lars Arnesson unterstützt. Mit vier Punkten aus den letzten drei Spielen konnte der Klassenerhalt mit zwei Punkten Vorsprung auf den Lokalrivalen AIK, der die Spielzeit auf einem Abstiegsplatz beendete, geschafft werden. Im selben Jahr schlossen sich die Anhänger des Klubs zusammen und gründeten den Fanklub Järnkaminerna, die größte Fanorganisation des Vereins.
In der Spielzeit 1980 fand sich die Mannschaft erneut im Abstiegskampf wieder. Am Ende belegte der Klub den letzten Nichtabstiegsplatz mit vier Punkten Vorsprung auf die von Landskrona BoIS und Mjällby AIF belegten Abstiegsplätze. Ein Jahr später konnte der Abstieg nicht mehr vermieden werden, mit nur 16 Pluspunkten wurde der letzte Rang belegt.

### Zwischen zweiter Liga und Meisterschaftsfinale (1982–1999)
| Saison | Platz | Liga        |
| ------ | ----- | ----------- |
| 1982   | 1/14  | Div 2 Norra |
| 1983   | 2/14  | Div 2 Norra |
| 1984   | 3/14  | Div 2 Norra |
| 1985   | 1/14  | Div 2 Norra |
| 1986   | 14/14 | Allsvenskan |
| 1987   | 1/14  | Div 2 Norra |
| 1988   | 4/14  | Allsvenskan |
| 1989   | 6/14  | Allsvenskan |
| 1990   | 5/14  | Allsvenskan |
| 1991   | 5/14  | Allsvenskan |
| 1992   | 7/14  | Allsvenskan |
| 1993   | 3/14  | Div 2 Norra |
| 1994   | 1/14  | Div 2 Norra |
| 1995   | 6/14  | Allsvenskan |
| 1996   | 13/14 | Allsvenskan |
| 1997   | 2/14  | Div 2 Norra |
| 1998   | 1/14  | Div 2 Norra |
| 1999   | 14/14 | Allsvenskan |

In der Division 2 Norra kam es mit Gefle IF und Sandvikens IF zum Dreikampf um die zwei Relegationsplätze. Erneut kam es zu einem direkten Duell am letzten Spieltag, DIF musste bei Sandvikens IF antreten. Mit einem 1:1-Unentschieden konnte die Stockholmer Mannschaft den ersten Platz behaupten und sich somit für die Aufstiegsspiele qualifizieren. Dort traf die Mannschaft ausgerechnet auf den Erzrivalen AIK. Im heimischen Olympiastadion wurde das Hinspiel mit 1:2 verloren, in einem umkämpften Rückspiel reichte es nur zu einem 2:2-Unentschieden.
In der zweiten Spielzeit in der zweiten Liga wurde hinter IFK Norrköping ungefährdet die Vizemeisterschaft belegt und damit erneut die Qualifikation zu den Aufstiegsspielen geschafft. Dieses Mal traf die Mannschaft auf Kalmar FF und konnte vor 6.283 Zuschauern im Olympiastadion das Hinspiel mit 1:0 gewinnen. Im Rückspiel setzte sich jedoch der Konkurrent durch und verhinderte mit einem 3:1-Erfolg den Wiederaufstieg in die Eliteserie.
In der Spielzeit 1984 verpasste Djurgårdens IF mit einem Punkt Rückstand auf die punktgleichen Vereine Örebro SK und Åtvidabergs FF die Relegationsspiele. In der folgenden Spielzeit schaffte die Mannschaft mit Unterstützung des Engländers Teddy Sheringham, der nach Schweden verliehen wurde, den Staffelsieg. In den Aufstiegsspielen traf die Mannschaft auf GAIS. Nachdem bereits das Hinspiel torlos endete, schafften beide Mannschaften auch im Rückspiel keinen Torerfolg, so dass das Elfmeterschießen entscheiden musste. In einem dramatischen Elfmeterduell setzte sich der Klub aus Stockholm durch.
Die Erstligasaison verlief allerdings enttäuschend. Nur 15 Pluspunkte bedeuteten den direkten Wiederabstieg als Tabellenletzter. Allerdings konnte die folgende Zweitligasaison umso erfolgreicher gestaltet werden. Als Zweitligameister in der Staffel Norra kehrte die Mannschaft direkt wieder in die Allsvenskan zurück.
In den folgenden Jahren schien sich Djurgårdens IF wieder im schwedischen Oberhaus etablieren zu können. Tommy Söderberg, der die Mannschaft in der zweiten Liga übernommen hatte, führte die Mannschaft in der ersten Saison nach dem Wiederaufstieg auf den dritten Platz am Ende der regulären Spielzeit und somit in die Meisterschaftsendrunde. Dort traf man auf IFK Göteborg und nach einem 2:0-Heimspielerfolg reichte eine 0:1-Niederlage im Rückspiel zum Finaleinzug. Bei Temperaturen unter dem Gefrierpunkt blieb das Hinspiel gegen Malmö FF im Råsundastadion torlos. Dafür war das Rückspiel umso torreicher: Bereits zur Halbzeit führte MFF mit 5:1 und feierte am Ende mit einem 7:3-Erfolg den 14. Meistertitel der Vereinsgeschichte. Allein Martin Dahlin konnte in diesem Spiel vier Tore erzielen.
In der Liga konnte in den folgenden Jahren nicht an den Erfolg angeknüpft werden, die Mannschaft von Djurgårdens IF landete regelmäßig im Mittelfeld der Liga. 1989 erreichte sie zum dritten Mal nach 1951 und 1975 das Pokalendspiel – zum dritten Mal hieß der Gegner Malmö FF, der sich auch zum dritten Mal durchsetzte. Erst im Mai 1990 gelang der erste Erfolg im Svenska Cupen, als im Pokalfinale BK Häcken mit 3:0 besiegt wurde. Ein weiterer Höhepunkt der Saison war das Spiel gegen Hammarby IF am 13. August des Jahres: Der 9:1-Erfolg stellt den höchsten Ligasieg in der Vereinsgeschichte von DIF dar. Dennoch reichte es am Saisonende nur zum fünften Platz in der Liga, womit die Meisterschaftsendrunde wie im Vorjahr verpasst wurde.
Nach spätestens ab Mitte der 1980er Jahre auftretenden ökonomischen Problemen beschlossen die Vereinsmitglieder von Djurgårdens IF auf ihrer Mitgliederversammlung 1990 zur Vermeidung eines Konkurses mit Wirken zum folgenden Jahr die Umwidmung des Hauptvereins zu einem Allianzverein, bei dem die vormaligen Abteilungen als eigenständige Vereine unter dem Dach der Allianz ausgegliedert wurden. Die Mannschaft des neu entstandenen „Djurgårdens IF Fotbollsförening“ qualifizierte sich als Fünfter für die nun sechs Mannschaften umfassende und im Ligamodus ausgetragene Meisterschaftsendrunde. Auch diese beendete sie auf dem fünften Platz. In der folgenden Saison erreichte sie nur den siebten Tabellenrang und musste damit in der Kvalsvenskan, der Relegationsrunde antreten. Während der Erzrivale AIK seinen neunten Meistertitel errang, wurde die Mannschaft nur Fünfter in der Kvalsvenskan. Damit musste die Mannschaft gegen Degerfors IF in der Relegation antreten. Ulf Ottosson brachte Degerfors IF in Führung, jedoch konnten die Stockholmer das Spiel noch drehen und reisten mit einem 3:1-Erfolg im Rücken zum Rückspiel. Erneut Ottosson und Henrik Berger trafen jedoch zum 2:0-Erfolg von Degerfors IF. Damit setzte sich der Klub gemäß Auswärtstorregel durch und Djurgårdens IF stieg erneut in die zweite Liga ab.
Bo Petersson wurde neuer Trainer, Djurgårdens IF verpasste jedoch als Tabellendritter der zweitklassigen Division 1 Norra den direkten Wiederaufstieg. In der folgenden Spielzeit übernahm der ehemalige Spieler Anders Grönhagen das Traineramt beim Stockholmer Zweitligisten. Mit einer rundum erneuerten Mannschaft wurde mit 61 Punkten aus 26 Spielen unangefochten die Zweitligameisterschaft 1994 errungen und damit die Rückkehr in die Allsvenskan geschafft. Die erste Erstligaspielzeit wurde mit einem sechsten Platz beendet, in Erinnerung blieb vor allem die Attacke eines Hooligans. Der als Terror-Tommy bekannte gewordene Djurgårdens-Anhänger attackierte im Spiel gegen Halmstads BK den Schiedsrichter Anders Frisk, in dem er auf das Spielfeld rannte und dem Unparteiischen mit einem eingesprungenen Karatetritt in den Rücken traf. In der Spielzeit 1996 musste die Mannschaft als Vorletzter den erneuten Abstieg hinnehmen. Dabei wartete der Vereinsvorstand mit einigen Aufsehen erregenden Entscheidungen auf, wie etwa einem Spiel vor leeren Tribünen.
Nachdem ein großer Teil der Mannschaft wegen finanzieller Probleme verkauft werden musste, galt Djurgårdens IF in der Zweitligaspielzeit 1997 als Außenseiter im Aufstiegsrennen. Jedoch gelang hinter dem Lokalrivalen Hammarby IF mit 14 Punkten Vorsprung auf den drittplatzierten Umeå FC die Vizemeisterschaft. In den Aufstiegsspielen gegen den Erstligisten Östers IF zog man jedoch nach einem 1:1-Unentschieden auf heimischen Platz mit einer 0:2-Niederlage im Rückspiel den Kürzeren. In der Folgesaison lieferte man sich mit Umeå FC und Västerås SK einen Dreikampf um den Aufstieg. Am Ende der Saison konnte sich DIF durchsetzen und schaffte als Meister seiner Staffel den abermaligen Wiederaufstieg in die Allsvenskan.
Nach einem guten Start in die Spielzeit 1999 schien die Mannschaft sich zunächst in der Allsvenskan etablieren zu können. Im Frühsommer brach man jedoch ein und näherte sich dem Tabellenende. Auch ein Trainerwechsel im Juli half nur kurzzeitig und am Saisonende stand mit dem letzten Tabellenplatz der erneute Absturz in die Zweitklassigkeit fest.

### Neuer Aufschwung und Titelgewinne (seit 2000)
| Saison | Platz | Liga        |
| ------ | ----- | ----------- |
| 2000   | 1/14  | Superettan  |
| 2001   | 2/14  | Allsvenskan |
| 2002   | 1/14  | Allsvenskan |
| 2003   | 1/14  | Allsvenskan |
| 2004   | 4/14  | Allsvenskan |
| 2005   | 1/14  | Allsvenskan |
| 2006   | 6/14  | Allsvenskan |
| 2007   | 3/14  | Allsvenskan |
| 2008   | 12/16 | Allsvenskan |
| 2009   | 14/16 | Allsvenskan |
| 2010   | 10/16 | Allsvenskan |
| 2011   | 11/16 | Allsvenskan |
| 2012   | 9/16  | Allsvenskan |
| 2013   | 7/16  | Allsvenskan |
| 2014   | 7/16  | Allsvenskan |
| 2015   | 6/16  | Allsvenskan |
| 2016   | 9/16  | Allsvenskan |
| 2017   | 3/16  | Allsvenskan |
| 2018   | 7/16  | Allsvenskan |
| 2019   | 1/16  | Allsvenskan |
| 2020   | 4/16  | Allsvenskan |
| 2021   | 3/16  | Allsvenskan |
| 2022   | 2/16  | Allsvenskan |
| 2023   | 4/16  | Allsvenskan |
| 2024   | 4/16  | Allsvenskan |

Dem Trainerduo Zoran Lukić und Sören Åkeby, das den Abstieg nicht mehr vermeiden konnte, wurde die Aufbauarbeit in der zweiten Liga zugetraut. Als Meister der neu geschaffenen eingleisigen Superettan schaffte die Mannschaft den direkten Wiederaufstieg, 20 der 30 Saisonspiele wurden dabei gewonnen. Auch in der ersten Liga sorgte die mit Talenten wie Jones Kusi-Asare, Louay Chanko, Andreas Isaksson oder Abgar Barsom gespickte Mannschaft für Furore. Am Ende sprang für den Aufsteiger hinter Hammarby IF der Vizemeistertitel heraus. In der folgenden Spielzeit verstärkte sich der Klub mit einem weiteren Talent: Kim Källström. Obwohl im Sommer mit Johan Elmander eine Stütze den Klub verließ, konnte erstmals in der Vereinsgeschichte das Double aus Meisterschaft und Pokal gewonnen werden. Die Liga wurde dabei mit sechs Punkten Vorsprung auf Vizemeister Malmö FF dominiert und im Pokalfinale reichte ein 1:0-Erfolg über den Erzrivalen AIK zum doppelten Erfolg.
In der Spielzeit 2003 wurde die Allsvenskan erneut dominiert. Dieses Mal wurde die Konkurrenz mit sieben Punkten Vorsprung deklassiert. Nach Ende der Spielzeit verließ Åkeby den Verein und ging nach Dänemark. Als Nachfolger übernahm der langjährige DIF-Spieler Stefan Rehn den Assistenztrainerposten.
Nach den zwei erfolgreichen Jahren konnte Djurgårdens IF in der Spielzeit 2004 in der Liga die Glückssträhne nicht fortsetzen. Am Ende der Spielzeit wurde nur der vierte Platz belegt. Kjell Jonevret ersetzte daher Lukic als Trainer. Das schwache Abschneiden lag nicht zuletzt daran, dass das Talent der Spieler, die den Verein zu den Titeln geführt hatten, auch im Ausland erkannt wurde, und der Klub daher zahlreiche namhafte Abgänge wie Källström zu verkraften hatte. Jedoch wurde mit Spielern wie Tobias Hysén, Fredrik Stenman, Babis Stefanidis oder Søren Larsen bereits die nächste Generation in die Mannschaft integriert. Dennoch gelang durch einen 3:1-Erfolg über IFK Göteborg der dritte Pokalsieg der Vereinsgeschichte.
In der Spielzeit 2005 holte sich Djurgårdens IF zum zweiten Mal in der Vereinsgeschichte das Double und gewann damit den fünften und sechsten Titel innerhalb von vier Jahren. Allerdings konnte der Verein in der folgenden Spielzeit nicht an die Erfolge der Vorjahre anknüpfen. In der Champions League scheiterte die Mannschaft in der zweiten Runde am slowakischen Vertreter MFK Ružomberok und in der Liga spielte sie im vorderen Mittelfeld. Daher kam es am 29. September 2006 zum Trainerwechsel, Anders Grönhagen kehrte bis zum Saisonende zurück und löste Jonevret ab, der zum Sportdirektor befördert wurde.
Im November 2006 wurde ein neuer Trainer für die Spielzeit 2007 vorgestellt. Der Isländer Sigurður Jónsson übernahm die Mannschaft zusammen mit dem vormaligen Jugendtrainer Paul Lindholm. Dieser führte den Klub auf den dritten Tabellenplatz in der Allsvenskan, damit war der Klub für den UEFA Intertoto Cup qualifiziert.
Im Mai 2018 gewann Djurgårdens IF den ersten Titel seit dem Double 2005. Im Endspiel des Svenska Cupen wurde Malmö FF in der ausverkauften, heimischen Tele2 Arena vor fast 30.000 Zuschauern klar mit 3:0 besiegt. In der Saison 2019 wurde DIF nach 14 Jahren wieder schwedischer Meister. Die Meisterschaft wurde nach einer spannenden Saison erst am letzten Spieltag entschieden: In der letzten Runde gastierte Djurgårdens beim IFK Norrköping und benötigte einen Punkt für den Titel. Malmö FF und Stadtrivale Hammarby IF lagen mit dem jeweils klar besseren Torverhältnis nur 3 Punkte dahinter auf den Plätzen 2 und 3. Bereits nach 14 Minuten lag DIF mit 0:2 zurück, doch durch eine Aufholjagd gelang den Hauptstädtern noch ein 2:2 und sie holten den Titel. Erwähnenswert ist außerdem, dass zu diesem Spiel in Norrköping ca. 10.000 Fans aus Stockholm anreisten und für Heimspiel-Atmosphäre sorgten.	Das Trainerduo Kim Bergstrand und Thomas Lagerlöf hielt den Klub auch anschließend in der Erfolgsspur: wenngleich kein erneuter Titelgewinn gelang etablierte sich die Mannschaft an der Tabellenspitze und zog regelmäßig in den Europapokal ein. Im Sommer 2024 standen die beiden mit der Mannschaft im Endspiel um den Landespokal 2023/24, wo nach einem 1:1-Remis nach Verlängerung gegen Meister Malmö FF – Deniz Hümmet hatte die Malmöer Führung von Taha Ali egalisiert – MFF-Torwart Johan Dahlin im Elfmeterschießen zwei Strafstöße parierte und so den Titelgewinn der Stockholmer verwehrte. Lange Zeit stand die Mannschaft während der Spielzeit 2024 hinter Malmö FF auf dem zweiten Platz und war in der UEFA Conference League 2024/25 in die Gruppenphase eingezogen, ehe sie im Laufe des Oktobers ins Trudeln kam. Nach dem wegen Zuschauerausschreitungen abgebrochenen und am folgenden Tag zu Ende gespielten Derby gegen Hammarby IF rutschte der Klub aufgrund einer 0:2-Niederlage auf den vierten Tabellenplatz ab. Daraufhin trennte sich der Verein vom Trainerduo, das 177 Erstligaspiele in Folge – und damit als vereinsinterner Rekordhalter – für die Mannschaft verantwortlich gewesen war. Einen Tag später wurde Roberth Björknesjö als Interimstrainer bis Saisonende installiert. Nach Ende der Spielzeit, die der Klub auf dem vierten Tabellenplatz knapp hinter den Europapokalplätzen beendet und in der er parallel in der UEFA Conference League 2024/25 als Fünfter das direkte Erreichen des Achtelfinals geschafft hatte, wurde der Finne Jani Honkavaara mit einem Drei-Jahres-Vertrag ausgestattet neuer Cheftrainer. In der Conference League belohnte sich der Verein nach einem 0:1 im Hinspiel gegen FC Paphos und einem klaren 3:0 im Rückspiel mit dem Viertelfinale. Dort bekam man es mit dem österreichischen Vertreter SK Rapid Wien zu tun. Das Hinspiel vor den eigenen Fans ging mit 0:1 verloren, das Rückspiel in Wien jedoch mit 4:1 nach Verlängerung gewonnen. Damit qualifizierten sich die Schweden für das Semifinale und trafen dort auf den FC Chelsea. Neuerlich trat man im Hinspiel daheim an, unterlag jedoch klar mit 1:4. Im Rückspiel siegten die Briten mit 1:0, womit die Reise durch Europa für die Schweden im Semifinale endete.

## Fans
Die größte Fanvereinigung ist „Järnkaminerna“, die älteste ist Djurgården Supporter Club. Järnkaminerna wurde Ende der 1970er als Blue Saints gegründet.
Seit der Übersiedlung in die Tele2 Arena ist die aktive Fanszene von DIF auf der Südtribüne beheimatet, jedoch sind auch in den angrenzenden Sektoren der Westtribüne einige Fanorganisationen untergebracht, welche sich von dort aus ebenso am Support beteiligen. Die Fankurve generell heißt schon wie im alten Olympiastadion „Sofialäktaren“.
Die führende Ultragruppe heißt „Ultra Chaos Stockholm“ und wurde 2003 gegründet. Eine Besonderheit der Fanszene von DIF ist, dass sie seit Jahren freiwillig auf den Einsatz von Trommeln verzichtet. Dies ist unter den großen Szenen europaweit einzigartig. Offiziell „brauche man Trommeln nicht, da man das Hauptaugenmerk auf die Lautstärke des Supports sowie die Choreographien und Pyroshows legt“.

### Rivalitäten
Eine besonders leidenschaftliche Rivalität herrscht zwischen DIF und den ebenfalls in Stockholm beheimateten Teams AIK und Hammarby, insbesondere seitdem man sich mit letzteren das Stadion teilt. Die Stadtderbys sind in der Regel sehr gut besucht und für ihre einzigartige Atmosphäre bekannt. Außerdem herrscht eine Rivalität insbesondere zum IFK Göteborg und Malmö FF.

## Stadien
Djurgårdens IF spielte zunächst auf einem Platz im Idrottsparken, wo heute das Stockholmer Olympiastadion steht. Auf dem Sandplatz spielte man bis 1906, als der Klub auf den Östermalms IP umzog. Hier blieb die Mannschaft auch nur vier Jahre und unterschrieb 1910 einen 25-Jahres-Vertrag mit der Stadt Stockholm für die Nutzung des
Tranebergs IP. Damit hatte der Verein erstmals eine eigene Heimstätte für Fußballspiele. Der Vertrag wurde jedoch von der Stadt nicht verlängert und kurze Zeit war DIF heimatlos.
Als jedoch der Lokalrivale AIK, der bisher im Olympiastadion gespielt hatte, dieses verließ und ins neu gebaute Råsundastadion umzog, bezog Djurgårdens IF das Olympiastadion als neue Heimarena. Damit quasi wieder an die Wurzeln zurückgekehrt, wurde die nächsten Jahrzehnte nahezu jedes Heimspiel im Olympiastadion ausgetragen.
Im Zuge eines erhöhten Publikumandrangs in den 1950er und 1960er Jahren, der vor allem den Erfolgen der Nationalmannschaft bei den Weltmeisterschaften 1950 und insbesondere 1958 im eigenen Land geschuldet war, stieß das Stadion an seine Kapazitätsgrenzen. Daher folgte DIF dem Rivalen AIK und trug eine Zeit lang seine Heimspiele ebenso im Nationalstadion in Råsunda aus. Allerdings kehrte die Mannschaft, nachdem die Zuschauerzahlen allmählich wieder rückläufig waren, in das angestammte Stadion zurück. Einzig bei Lokalderbys wich der Klub in die größere Arena aus. 1993 wurde die Zweitligasaison im Stadion Kristinebergs IP ausgetragen, da das Olympiastadion renoviert wurde.
Seit August 2013 spielt der Verein zusammen mit Hammarby IF in der wesentlich moderneren 3Arena, die bis zu 30.000 Menschen Platz bietet.

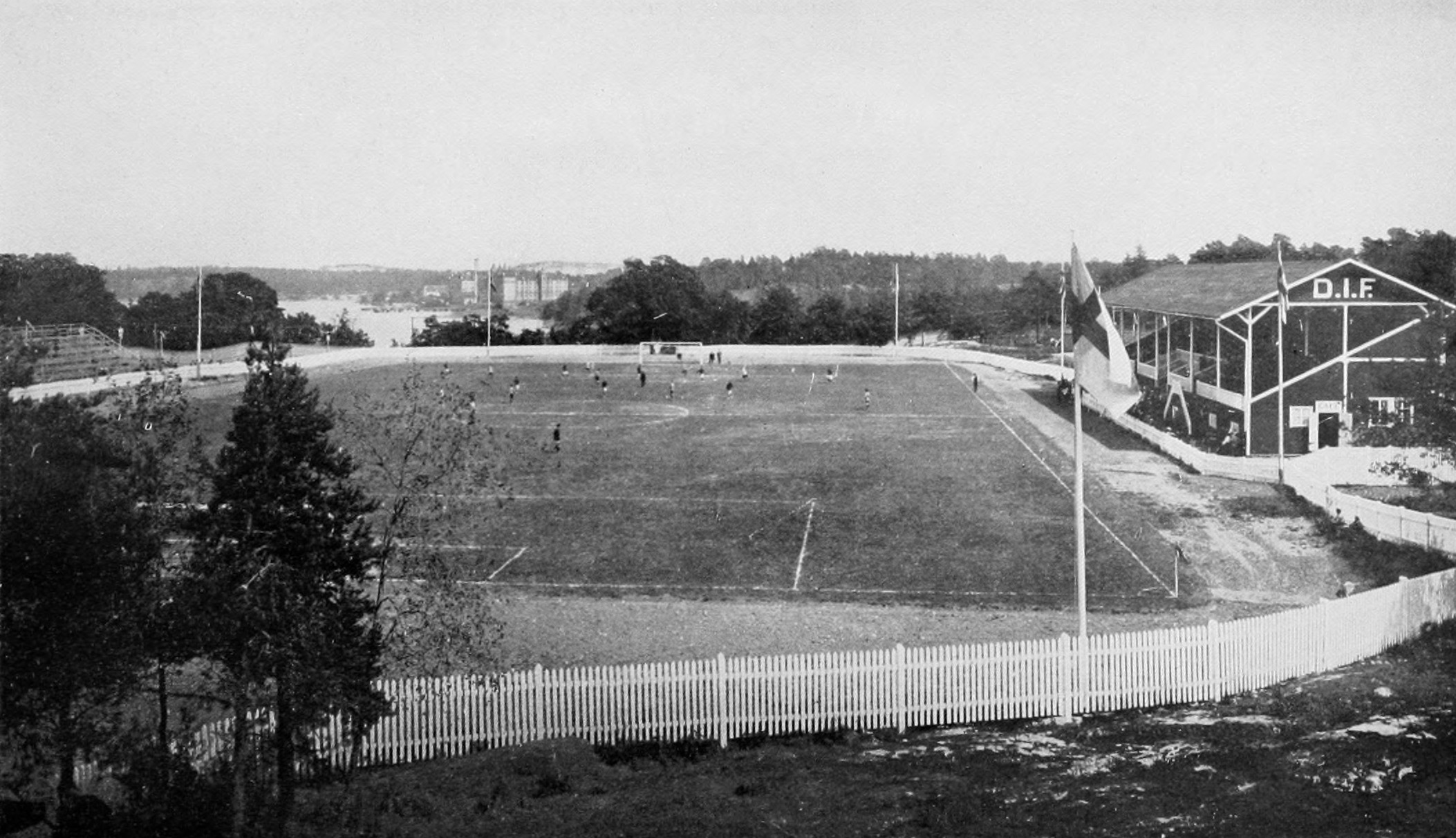
Tranebergs IP war zwischen 1911 und 1935 Heimspielstätte von DIF
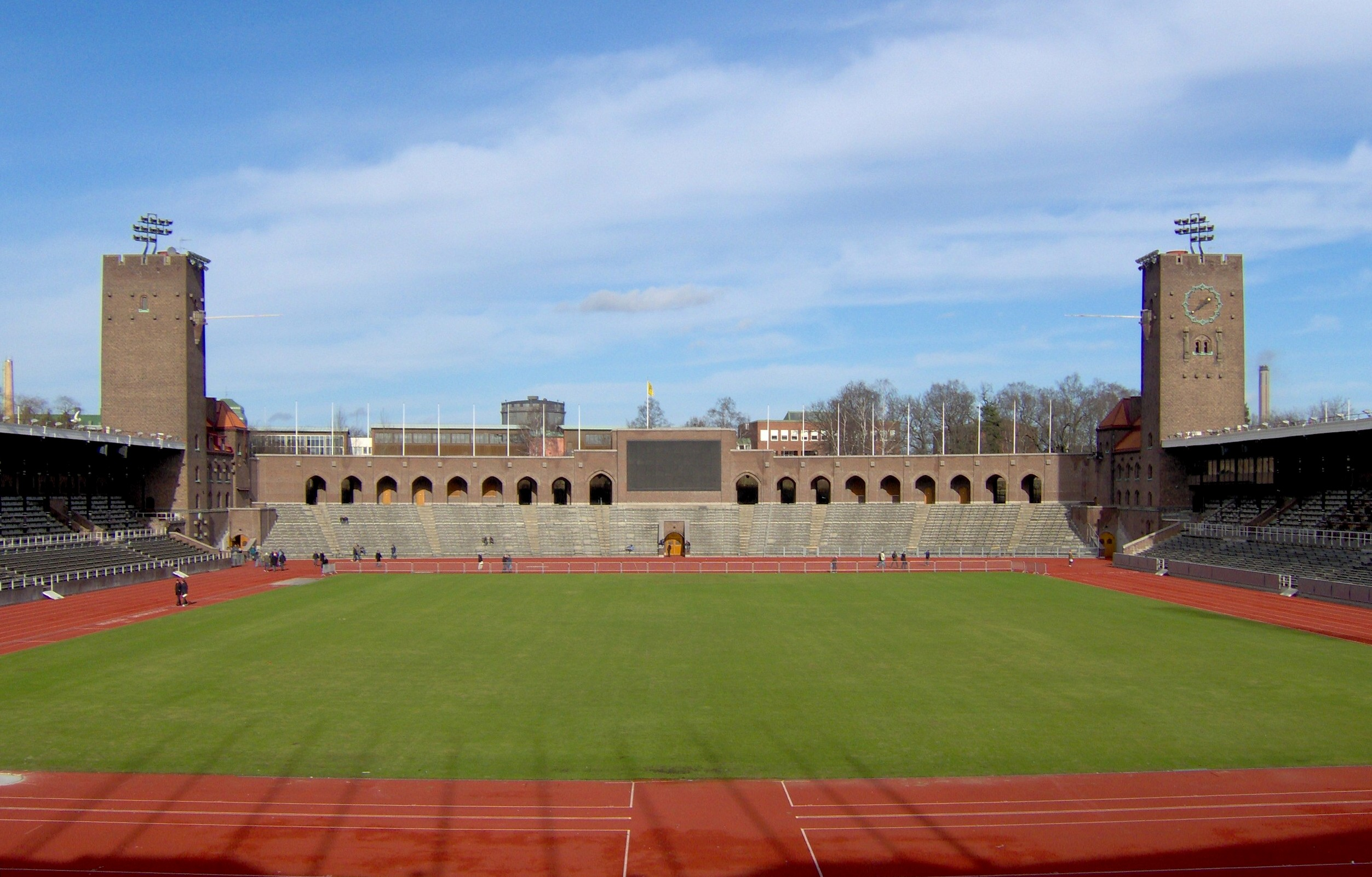
Das Olympiastadion wurde 1936 offiziell Heimstätte des Clubs
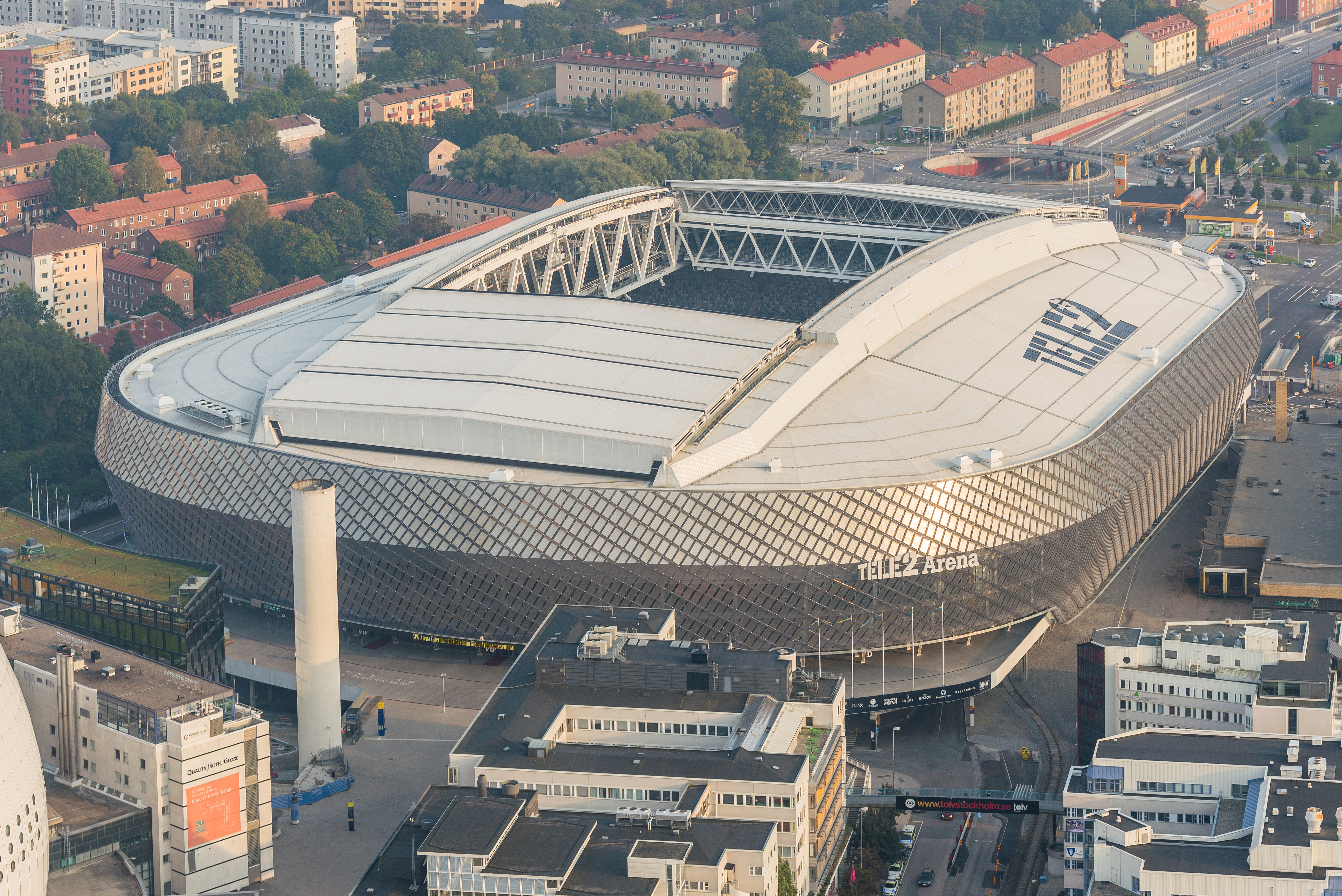
Seit 2014 spielt der DIF in der 3Arena

## Aktueller Kader 2025
- Stand: 29. Mai 2025[30][31]

| Nr. |          | Position | Name              |
| --- | -------- | -------- | ----------------- |
| 2   | Schweden | AB       | Piotr Johansson   |
| 3   | Schweden | AB       | Marcus Danielson  |
| 4   | Schweden | AB       | Jacob Une Larsson |
| 5   | Finnland | AB       | Miro Tenho        |
| 6   | Finnland | MF       | Rasmus Schüller   |
| 7   | Norwegen | ST       | Tobias Gulliksen  |
| 8   | Schweden | MF       | Albin Ekdal       |
| 9   | Danemark | ST       | August Priske     |
| 10  | Norwegen | MF       | Tokmac Chol Nguen |
| 11  | Schweden | ST       | Zakaria Sawo      |
| 12  | Schweden | AB       | Theo Bergvall     |
| 13  | Schweden | MF       | Daniel Stensson   |
| 14  | Schweden | MF       | Hampus Finndell   |
| 15  | Schweden | ST       | Oskar Fallenius   |

| Nr. |           | Position | Name                     |
| --- | --------- | -------- | ------------------------ |
| 18  | Finnland  | AB       | Adam Ståhl               |
| 19  | Schweden  | AB       | Viktor Bergh             |
| 20  | Finnland  | MF       | Matias Siltanen          |
| 21  | Schweden  | AB       | Mikael Marqués           |
| 22  | Schweden  | MF       | Patric Åslund            |
| 23  | Slowenien | ST       | Nino Žugelj              |
| 25  | Schweden  | ST       | Kalipha Jawla            |
| 27  | Japan     | AB       | Keita Kosugi             |
| 29  | Finnland  | ST       | Santeri Haarala          |
| 30  | Schweden  | TW       | Malkolm Nilsson Säfqvist |
| 32  | Schweden  | MF       | Isak Alemayehu Mulugeta  |
| 35  | Schweden  | TW       | Jacob Rinne              |
| 40  | Schweden  | TW       | Max Croon                |
| 45  | Serbien   | TW       | Filip Manojlovic         |

## Trainer (Auswahl)
- Walter Probst (1960–1963)
- Bengt Persson (1975–1978)
- Gösta Sandberg /  Lars Arnesson (1979)
- Arve Mokkelbost (1980–1981)
- Hans Backe (1982–1984)
- Björn Westerberg (1985–1986)
- Tommy Söderberg (1987–1989)
- Lennart Wass (1990–1991)
- Thomas Lundin (1992)
- Bo Petersson (1993)
- Anders Grönhagen (1994–1996)
- Roger Lundin (1997)
- Michael Andersson (1998–1999)
- Sören Åkeby /  Zoran Lukić (1999–2003)
- Zoran Lukić (2004)
- Kjell Jonevret (2004–2006)
- Anders Grönhagen (2006)
- Sigurður Jónsson (2007–2008)
- Andrée Jeglertz /  Zoran Lukić (2009)
- Andrée Jeglertz (2009)
- Lennart Wass (2010–2011)
- Magnus Pehrsson (2011–2013)
- Anders Johansson /  Martin Sundgren (2013)
- Per-Mathias Høgmo (2013)
- Per Olsson (2014–2016)
- Mark Dempsey (2016)
- Özcan Melkemichel (2017–2018)
- Kim Bergstrand /  Thomas Lagerlöf (2019–2024)
- Roberth Björknesjö (2024)
- Jani Honkavaara (2025–)

## Spieler
Die Geschichte von Djurgårdens IF wurde durch eine große Anzahl von Spielern geprägt. In den Reihen des Klubs standen eine Reihe von Nationalspielern, insbesondere Spieler der schwedischen Landesauswahl. Darüber hinaus gibt es einige Spieler, die lange Zeit für den Verein aktiv waren oder die aufgrund von außergewöhnlichen Leistungen bei den Anhängern des Klubs großes Ansehen genießen.
- Karl-Erik Andersson, 1955 Meister mit DIF, elf Länderspiele für Schweden
- Johan Arneng, 2002 und 2003 Meister mit DIF, zwei Länderspiele für Schweden
- Arne Arvidsson, 13 Spielzeiten bei DIF, 27 Länderspiele für Schweden
- Tommy Berggren, 1978 Torschützenkönig der Allsvenskan, drei Länderspiele
- Claes Cronqvist, 1966 Meister mit DIF, 16 Länderspiele für Schweden
- Mikael Dorsin, 2002 und 2003 Meister mit DIF, zehn Länderspiele für Schweden
- Birger Eklund, 1955 und 1959 Meister mit DIF, zwei Länderspiele für Schweden
- John Eriksson, 1955 und 1959 Meister mit DIF, zehn Länderspiele für Schweden
- Leif Eriksson, 1964 und 1966 Meister mit DIF, 49 Länderspiele für Schweden
- Götrik Frykman, 1912 und 1915 Meister mit DIF, sechs Länderspiele für Schweden, Vorstandsmitglied und Mitglied im Auswahlkomitee der schwedischen Nationalmannschaft
- Anders Grönhagen, Spieler und Trainer bei DIF, 18 Länderspiele für Schweden
- Olle Hellström, 1964 Meister mit DIF, sechs Länderspiele für Schweden
- Einar Hemming, 1917 und 1920 Meister mit DIF, sechs Länderspiele für Schweden
- Andreas Isaksson, 2002 und 2003 Meister mit DIF, 103 Länderspiele für Schweden
- Hasse Jeppson, 1951 Torschützenkönig der Allsvenskan, zwölf Länderspiele für Schweden
- Gottfrid Johansson, 1915, 1917 und 1920 Meister mit DIF, drei Länderspiele für Schweden
- Kim Källström, 2002 und 2003 Meister mit DIF, 98 Länderspiele für Schweden
- Jan Karlsson, 1966 Meister mit DIF, 28 Länderspiele für Schweden
- Carl Karlstrand, 1915 Meister mit DIF, acht Länderspiele für Schweden
- Vito Knezevic, zwölf Spielzeiten bei DIF
- Toni Kuivasto, 2003 und 2005 Meister mit DIF, 69 Länderspiele für Finnland
- Sven Lindman, 1966 Meister mit DIF, 16 Spielzeiten beim Verein, 312 Spiele in der Allsvenskan, 21 Länderspiele für Schweden
- Hans Mild, 1959 und 1964 Meister mit DIF, 1964 Schwedischer Fußballer des Jahres, Trainer des Vereins, 31 Länderspiele für Schweden
- Bertil Nordenskjöld, 1912, 1915, 1917 und 1920 Meister mit DIF, acht Länderspiele für Schweden
- Sigvard Parling, 1955 und 1959 Meister mit DIF, 39 Länderspiele für Schweden
- Ronney Pettersson, 1966 Meister mit DIF, 17 Länderspiele für Schweden
- Niclas Rasck, 2002, 2003 und 2005 Meister mit DIF
- Stefan Rehn, neun Jahre Spieler, Assistenztrainer 2003 bis 2006 (zwei Meistertitel, zwei Pokalsiege)
- Frithiof Rudén, 1915 und 1917 Meister mit DIF, fünf Länderspiele für Schweden
- Gösta Sandberg, 1955, 1959, 1964 und 1966 Meister mit DIF, 1955 Schwedischer Fußballer des Jahres, Trainer des Vereins, 52 Länderspiele für Schweden
- Teddy Sheringham, 1985 Aufstieg mit DIF, 1999, 2000 und 2001 englischer Meister und 1999 Champions-League-Sieger mit Manchester United, 1993 Torschützenkönig der Premier League, 51 Länderspiele für England
- Leif Skiöld, 1964 Meister mit DIF, 1961 Torschützenkönig der Allsvenskan, vier Länderspiele für Schweden
- Sten Söderberg, 1915, 1917 und 1920 Meister mit DIF, neun Länderspiele für Schweden
- Babis Stefanidis, 2002 und 2003 Meister mit DIF
- Fredrik Stenman, 2003 und 2005 Meister mit DIF, zwei Länderspiele für Schweden
- Harry Sundberg, 1920 Meister mit DIF, 13 Länderspiele für Schweden
- Pa Dembo Tourray, 2003 und 2005 Meister mit DIF, 25 Länderspiele für Gambia
- Ragnar Wicksell, 1912, 1915, 1917 und 1920 Meister mit DIF, 33 Länderspiele für Schweden

## Erfolge
- Schwedischer Meister (12): 1912, 1915, 1917, 1920, 1954/55, 1959, 1964, 1966, 2002, 2003, 2005, 2019
- Schwedischer Pokalsieger (5): 1989/90, 2002, 2004, 2005, 2017/18